# Sienno Dolne
Sienno Dolne (deutsch Schöneu) ist ein Dorf in der Woiwodschaft Westpommern in Polen. Es gehört zur Gmina Radowo Małe (Gemeinde Klein Raddow) im Powiat Łobeski (Labeser Kreis).

## Geographische Lage
Das Dorf liegt in Hinterpommern, etwa 55 Kilometer nordöstlich von Stettin und etwa 20 Kilometer westlich der Kreisstadt Labes.

## Geschichte
Ab dem 19. Jahrhundert bestanden die Gutsbezirke Schöneu A und Schöneu B sowie die Landgemeinde Schöneu nebeneinander. Im Jahre 1910 zählte der Gutsbezirk Schöneu A 95 Einwohner,  der Gutsbezirk Schöneu B 76 Einwohner und die Landgemeinde Schöneu 67 Einwohner.
Später wurden die beiden Gutsbezirke in die Landgemeinde eingemeindet. Bis 1945 bildete Schöneu eine Landgemeinde im Kreis Regenwalde der preußischen Provinz Pommern. In der Landgemeinde wurden neben Schöneu das Gut Schöneu A (am südöstlichen Dorfrand) und das Gut Schöneu B (etwa 1 Kilometer nördlich des Dorfes in der Feldmark) als Wohnplätze geführt. Die Gemeinde zählte im Jahre 1925 304 Einwohner in 54 Haushaltungen und im Jahre 1939 258 Einwohner.
Nach dem Zweiten Weltkrieg kam Schöneu, wie ganz Hinterpommern, an Polen. Die Bevölkerung wurde durch Polen ersetzt. Der Ortsname wurde zu „Sienno Dolne“ polonisiert. Heute liegt das Dorf in der polnischen Gmina Radowo Małe (Gemeinde Klein Raddow), in der es ein eigenes Schulzenamt bildet, zu dem auch der Wohnplatz Sienno Górne (Schöneu Gut B) gehört.